# 1995 en Allemagne
Chronologie de l’Allemagne
- 1991
- 1992
- 1993
- 1994
- 1995
- 1996
- 1997
- 1998
- 1999

Cet article des événements qui se sont produits durant l'année 1995 en Allemagne.

## Gouvernements
- Président : Roman Herzog
- Chancelier : Helmut Kohl

## Événements

### Février
- 9 au 20 février : la Berlinale 1995, c'est-à-dire le 45e festival du film international de Berlin

### Juin
- 23 juin au 7 juillet : emballage du Reichstag par Christo et Jeanne-Claude

### Novembre
- 23 novembre : la Constitution de Berlin est promulguée, elle avait été adoptée le 8 juin par la Chambre des députés et ratifiée par référendum le 22 octobre par 75,1% des voix exprimées

### Décembre
- 4 décembre : la 19e session du Comité du patrimoine mondial a lieu à Berlin

## Élections
- 19 février : Élections législatives régionales en Hesse

## Décès
- 18 janvier : Adolf Butenandt (né en 1903), un biochimiste
- 1er mars : Georges Köhler (né en 1946), un biologiste
- 2 mai : Werner Veigel (né en 1928), un présentateur et animateur radio
- 29 septembre : Gerd Bucerius (né en 1906), un journaliste
- 18 décembre : Konrad Zuse (né en 1910), un ingénieur qui fut l'un des pionniers du calcul programmable qui préfigure l'informatique